# Bodrogkeresztúr

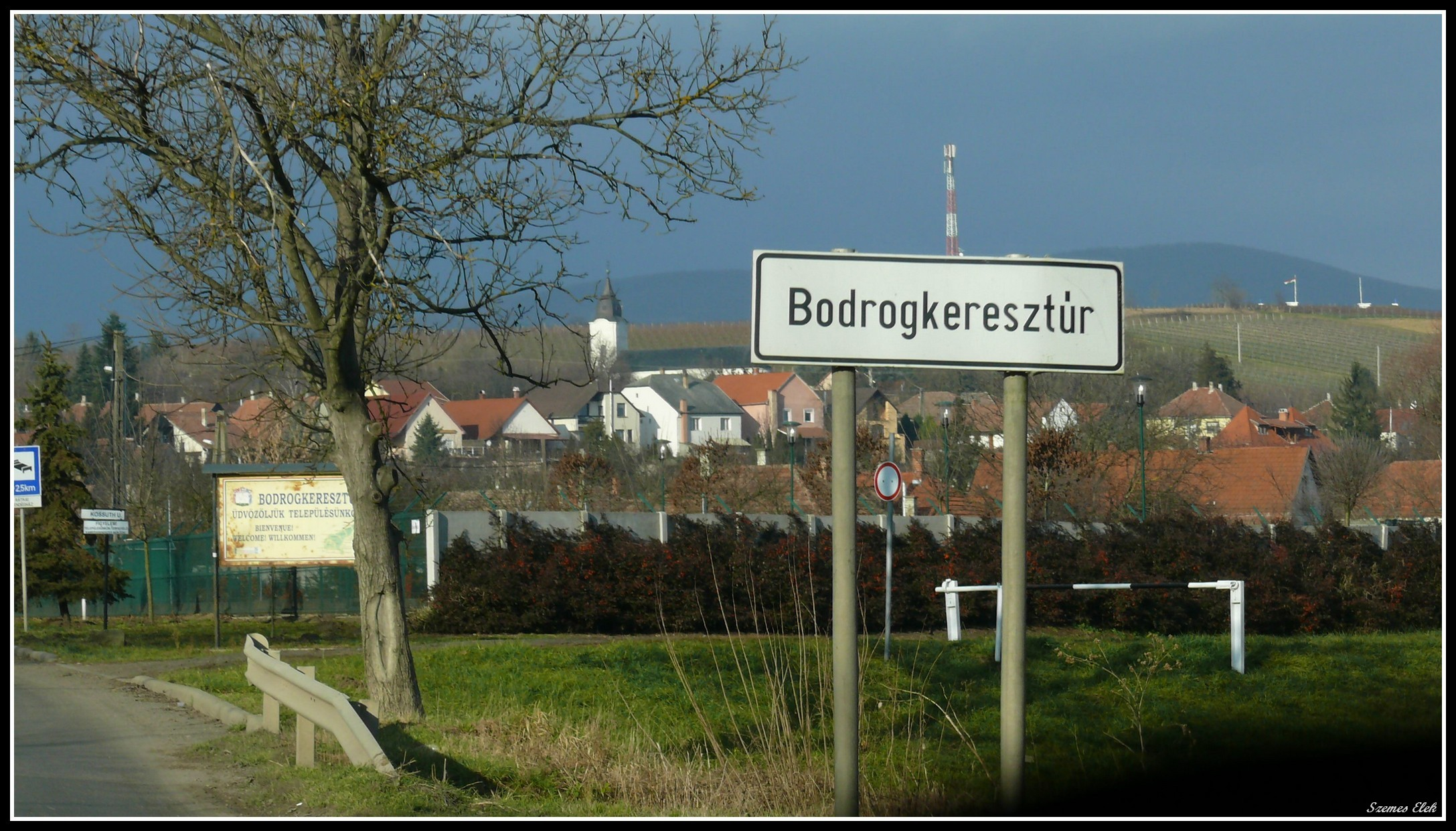

Bodrogkeresztúr är en ort med 1 050 invånare (2019) vid floden Bodrog, norr om Tokaj, Ungern.
Orten är främst känd för Bodrogkeresztúrgravfältet tillhörande Tripoljekulturen med skelett i hukläge. I tre av dessa förekommer dubbelbegravningar där man och kvinna samtidigt gravlagts, gravarna innehåller rika fynd av kopparföremål och flintdolkar.